# Персі Джексон та Олімпійці (серіал)
«Персі Джексон та Олімпійці» (англ. Percy Jackson and the Olympians) — американський телесеріал для потокового сервісу Disney+, заснований на однойменному романі Ріка Ріордана. Виробництвом серіалу займаються Disney Branded Television, 20th Television та Gotham Group.
Прем'єра «Персі Джексона та Олімпійці» відбулася 20 грудня 2023 року, а перший сезон складався з восьми епізодів. У лютому 2024 року серіал було продовжено на другий сезон.

## Сюжет
Грецький бог Зевс звинувачує у викраденні свого громовержця 12-річного напівбога Персі Джексона.

## Акторський склад

### Головні актори
- Вокер Скобелл — Персі Джексон, 12-річний напівбог, сина Посейдона[3]
- Лія Сава Джеффріс — Аннабет Чейз, 12-річна напівбогиня, дочка Афіни[4]
- Аріан Сімхадрі — Ґровер Андервуд, сатир, найкращий друг Персі[4]

### Другорядні актори
- Вірджинія Кулл — Саллі Джексон, мати Персі[5]
- Глінн Турман — Хірона / містер Бруннера, кентавр, замаскований під вчителя латини[5]
- Джейсон Манцукас — Діоніса / містер Д., керівник табору напівкровних[5]
- Меган Маллаллі — Алекто/пані Доддс, сувора вчителька математики Персі, яка служить богу Аїду, одна з трьох Фурій[5]
- Тімм Шарп — Гейб Ульяно, чоловіка Саллі та вітчима Персі[5]
- Діор Гуджон — Кларісса Ла Рю, вольова дочка Ареса, яка знущається над Персі[6]
- Чарлі Бушнелл — Люк Кастеллан, фехтувальник[6]
- Адам Коупленд — Арес, зарозумілий та сміливий бог війни[7]

### Запрошені актори
- Олівеа Мортон у ролі Ненсі Бобофіт, грубої улюблениці вчителя, яка із задоволенням мучить Персі[6]
- Сюзанна Краєр у ролі Єхидни, грізної матері монстрів[7]
- Джессіка Паркер Кеннеді в ролі Медузи, горгони, яка живе на самоті[7]
- Лін-Мануель Міранда в ролі Гермеса, посланця богів[8]
- Джей Дюпласс у ролі Аїда, бога підземного світу[9]
- Тімоті Омундсон — Гефест, бог ковалів[9]
- Ленс Реддік — Зевс, лютий бог неба, у якого викрали блискавку[10]
- Тобі Стівенс у ролі Посейдона, батька Персі та бога моря, який є впертим та імпульсивним[10]

## Серії
Пілотна серія була написана Ріком Ріорданом і Джонатаном Е. Стейнбергом, а режисером став Джеймс Бобін. Андерс Енгстрем буде режисером третього та четвертого епізодів, а Джет Вілкінсон — п'ятого та шостого.
| № серії | Назва серії                                  | Режисер(и)      | Сценарист(и)                              | Оригінальна дата виходу |
| --- | -------------------------------------------- | --------------- | ----------------------------------------- | ----------------------- |
| 1 | «Я випадково знищую свого викладача алгебри» | Джеймс Бобін    | Рік Ріордан & Джонатан Е. Стейнберг       | 19 грудня 2023          |
| Дванадцятирічний Персі Джексон йде на екскурсію до Музею мистецтва Метрополітен, де його вчитель латини містер Браннер вручає меч у вигляді кулькової ручки. Персі випадково вдаряє Ненсі Бобофіт, яка падає у фонтан, привертаючи увагу вчителя алгебри місіс Доддс, яка насправді є Фурією. Персі перемагає її, проте його вилучають із школи, і він повертається додому до свого відчима Гейба Улджіано та матері Саллі Джексон. Персі та Саллі вирушають до своєї хатини в Монтоку, штат Нью-Йорк, де жінка розповідає своєму синові, що грецькі боги та монстри насправді реальними. Ґровер Андервуд, однокласник Персі, виявляється сатиром, приходить і говорить Саллі перевести Персі в «Табір Півкровок». По дорозі в табір їх атакує мінотавр, який вбиває Саллі. Ця подія спонукає Персі вбити мінотавра. |                                              |                 |                                           |                         |
| 2 | «Я стаю Верховним володарем туалету»         | Джеймс Бобін    | Рік Ріордан & Джонатан Е. Стейнберг       | 19 грудня 2023          |
| Персі прокидається в лазареті табору, де його зустрічає Ґровер. Потім він зустрічає містера Д (Діоніс), директора табору, і дізнається, що містер Бруннер - це кентавр Хірон. Останній кажу, що Персі буде жити в будиночку Гермеса до того часу, поки його не визнає божественний батько. Персі знайомиться з іншими мешканцями табору, включаючи Луку Кастеллану та Кларіссу Ла Ру, і намагається виявити свої сильні сторони через різні заняття. Кларісса та її друзі намагаються занурити Персі головою в унітаз, проте він відкидає хуліганів силою води. Аннабет Чейз приймає Персі в свою команду у грі за захоплення прапора. Лука розповідає Персі про своє минуле, коли він і його подруга Талія Грейс підібрали юну Аннабет і вирушили разом з нею в табір, проте досягти цілі вдалося лише йому та Аннабет. Під час змагання Персі відбиває напад Кларісси та її союзників, перемагаючи синю команду, до складу якої входили мешканці будиночків Афіни та Гермеса. Аннабет товкає Персі у озеро, і, коли він падає в воду, його рани швидко загоюються. Потім над головою Персі матеріалізується тризубець, символ влади бога морів Посейдона, який визнає юнака своїм сином. Персі переїжджає в будиночок Посейдона, а потім дізнається, що Зевс звинуватив його в крадіжці своїх блискавок; якщо він не поверне їх за тиждень, то між богами почнеться війна. Прийшовши до висновку, що блискавки міг викрасти брат Зевса і Посейдона Аїд, у полоні якого також знаходиться його мати Саллі, Персі погоджується вирушити на пошуки символу влади Зевса. |                                              |                 |                                           |                         |
| 3 | «Ми відвідуємо магазин садових гномів»       | Андерс Енгстрем | Джонатан Е. Стейнберг & Моніка Овусу-Брін | 26 грудня 2023          |
| Персі отримує пророцтво від Оракула, яке, на його думку, підтверджує, що блискавки знаходяться в Аїді у Підземному світі під Лос-Анджелесом. Хірон просить Персі обрати двох спітників, які будуть його супроводжувати у пошуках, і той вибирає Аннабет та Ґровера. Перед від'їздом Персі отримує від Луки пару крилатих черевиків. Під час поїздки на автобусі по Нью-Джерсі до трійці нападають фурії Алекто і Тісіфона. Героям вдається втекти, після чого вони натрапляють на будинок Медузи. Вона намагається переконати Персі, що ці жорстокі боги перетворили її на чудовисько, а потім пропонує йому зрадити друзів в обмін на допомогу у порятунку матері. У кінцевому підсумку всі троє об'єднують зусилля, щоб позбутися голови Медузи. Персі використовує її голову, щоб перетворити Алекто на камінь. Персі повідомляє Аннабет та Ґроверу, що згідно з пророцтвом один із друзів зрадить його, а також приймає рішення відправити голову Медузи на Олімп. |                                              |                 |                                           |                         |
| 4 | «Я стрімко падаю до своєї смерті»            | Андерс Енгстрем | Джонатан Е. Стейнберг & Джо Трач          | 2 січня 2024            |
| Персі, Аннабет і Ґровер сідають у потяг і продовжують свій шлях на захід. Невдовзі трійця стикається з Єхідною та Химерою, остання з яких отруює Персі. Після прибуття поїзда до Сент-Луїса герої вирішують відпочити під «Воротами на захід», оскільки цей пам'ятник має прямий зв'язок з Афіною. Здоров'я Персі поступово погіршується через отруту, тому Аннабет направляється на вершину Арки, щоб попросити допомоги від Афіни. Потім Аннабет дізнається від монстрів Ехідни, що Афіна розгнівалася, коли побачила відрубану голову Медузи на Олімпі, і дозволила Ехідні та Химері пройти через Арку. Персі вирішує залишитися, щоб виграти час для відступу Ґровера і Аннабет. Після неудачного бою з Химерою Персі падає з Арки, і течія відносить його в Міссісіпі. Там він зустрічає Нереїду, завдяки якій дізнається, що може дихати під водою. |                                              |                 |                                           |                         |
| 5 | «Бог купує нам чізбургери»                   | Джет Вілкінсон  | Рік Ріордан & Джонатан Е. Стейнберг       | 9 січня 2024            |
| Перед об'єднанням з Персі, Аннабет помічає, як Атропос перерізує нитку, тим самим передвіщаючи наближену смерть. По дорозі до Санта-Моніки для зустрічі з Посейдоном герої дізнаються, що їх всіх розшукують через події в потязі та на Арці. Трійця зустрічає Ареса, який обіцяє допомогти в обмін на повернення йому його щита з «Water Land». Персі та Аннабет знаходять щит у тунелі кохання; намагаючись дістати його, Персі потрапляє у пастку на золотому троні Гефеста. Аннабет переконує Гефеста вивільнити Персі, а той, з свого боку, обіцяє вступити в слово перед Афіною. Арес передає трійці рюкзак з припасами і доставляє їх до вантажівки, яка направляється з зоопарку до Лас-Вегасу, де герої можуть отримати допомогу від Гермеса в казино «Лотос». Проаналізувавши розмову з Аресом, Ґровер говорить Персі та Аннабет, що знає, хто вкрав блискавки. |                                              |                 |                                           |                         |
| 6 | «Ми веземо зебру в Лас-Вегас»                | Джет Вілкінсон  | Джонатан Е. Стейнберг & Джо Трач          | 16 січня 2024           |
| У своєму сні Персі підслуховує розмову між таємничою істотою, яка прийняла обличчя директора Академії Янсі, і викрадачем блискавок. Герої прибувають у Лас-Вегас і передають Луку повідомлення; у ньому вони діляться підозрою, що блискавки вкрала Кларісса. У казино-готелі «Лотос» Ґровер зустрічає друга його сім'ї на ім'я Авґуст, який заявляє, що йому вдалося знайти Пана. Персі та Аннабет просять Гермеса про допомогу, але бог відмовляється допомагати їм з особистих причин. Незабаром герої усвідомлюють, що самі того не знаючи провели в казино кілька днів, вдихаючи отруйне повітря від лотосового плоду. Після об'єднанням з Ґроувером, Персі та Аннабет знаходять автомобіль Гермеса і залишену ним інструкцію про шлях до Підземного світу. По дорозі на пляж в Санта-Моніці Персі дізнається від Нереїди, що термін його пошуку закінчився, а Посейдон почав готуватися до війни. Персі клянеться продовжити своє розшукове завдання і отримує чотири перлини, які повинні допомогти йому покинути Підземний світ. |                                              |                 |                                           |                         |
| 7 | «Ми напевно дізнаємось правду»               | Андерс Енгстрем | Ендрю Міллер                              | 23 січня 2024           |
| У флешбеку Саллі приводить Персі в нову школу. Опустошена відчуженістю свого сина, який, крім того, починає бачити міфічних істот, Саллі зв'язується з Посейдоном, проте той відговорює її відвозити Персі в «Табір Півкровок». У сучасності Персі перемагає Прокруста і отримує доступ до його секретного проходу в Підземний світ. Герої стикаються з Хароном, який направляє на них Цербера. Аннабет приручає собаку, тим самим дозволяючи друзям втекти, а Гроувер виявляє, що втратив перлину. Аннабет застрягає на полях Асфоделя, через що їй доводиться використати свою перлину. В Тартарі Ґроувер уникає потрапляння в яму завдяки летючим черевикам, тоді як Персі знаходить у подарованому Аресом рюкзаку блискавки Зевса. Аїд приймає юнаків у себе в палаці і пропонує визволити Саллі в обмін на повернення йому шолома темряви, який також був вкрадений. Персі приходить до висновку, що за обома крадіжками стоїть Кронос, який тримає образу на своїх дітей. Аїд пропонує героям притулок в обмін на блискавки. Персі відмовляється, але обіцяє повернути йому шолом. Молодики використовують перлини і переміщаються в Монток, де зновуз'єднуються з Аннабет, а також помічають воєннонастроєного Ареса. |                                              |                 |                                           |                         |
| 8 | «Пророцтво справджується»                    | Джет Вілкінсон  | Крейг Сільверштайн                        | 30 січня 2024           |
| У відгомоні минулого Персі та Люк тренуються в парном бою і обговорюють, як діють боги. У теперешньому Персі викликає Ареса на поєдинок, де перший, хто зробить поранення, отримає як Блискавку, так і Шолом. Після викликання хвилі Персі рубає Ареса, який відходить, клянучи, що Персі зробив йому ворога на все життя. Потім Персі повертає Шолом відновленій Алекто, веліючи їй сказати Гадесу виконати їхню угоду. Персі подорожує на Олімп на вершину будівлі Емпайр-Стейт-Білдінг і повертає Блискавку Зевсу, який планує продовжувати свою війну. Коли Зевс готується ударити по Персі, Посейдон сдається, і вони обоє погоджуються повідомити раду про загрозу Кроноса. Після того, як Посейдон відправляє його назад до Табору Півкровок, Персі звинувачує Люка в крадіжці, оскільки Люк подарував йому прокляті черевики. Підтвердивши підозри Персі і невдало намагаючись його залучити, Люк підкорює його в бою. Проте Аннабет розкривається, почувши все, і Люк втікає. В останній день відпочинку Персі вирушає, щоб знову з'єднатися з Саллі, Аннабет вирушає, щоб знову зв'язатися з родиною, а Ґровер вирушає в пошуках Пана по морях. Трійця обіцяє знову зібратися через рік. Кронос повідомляє Персі уві сні, що він ключ до його повернення. У титрах Гейб намагається залучити адвоката по телефону, щоб допомогти з розлученням з Саллі, проте він виявляє, що замок у квартирі змінили. Він відкриває повернуту поштову коробку із головою Медузи та каменіє.                                                                                |                                              |                 |                                           |                         |

## Виробництво

### Розробка
У листопаді 2018 року Рік Ріордан заявив, що, на його думку, він не матиме творчого контролю над перезапуском серії романів про Персі Джексона від Disney, якщо це станеться, подібно до його досвіду з серією фільмів із 20th Century Fox. У грудні 2019 року Ріордан запропонував екранізацію романів компанії Walt Disney, яка придбала Fox у березні того ж року. У травні 2020 року велася робота над серіалом Disney+, у першому сезоні якого планувалося адаптувати першу книгу серії, «Викрадач блискавок». У березні 2021 року Ріордан повідомив, що тривають пошуки режисерів і акторів серіалу, у жовтні оголосили, що режисером пілотного епізоду став Джеймс Бобін. Джонатан Е. Стейнберг і Ден Шотц стали шоуранерами.
Серіал отримав дозвіл у січні 2022 року, а продюсерами проєкту стали Disney Branded Television, 20th Television і Gotham Group. Стайнберг, Шотц, Бобін і Ріордан стали виконавчими продюсерами разом із Ребеккою Ріордан, Бертом Салке, Монікою Овусу-Брін, Джимом Роу, Андерсом Енгстремом, Джетом Вілкінсоном, Еллен Голдсміт-Вейн, Джеремі Беллом і Діджеєм Голдбергом. На D23 Expo у вересні Андерс Енгстрьом і Джет Вілкінсон також стали виконавчими продюсерами серіалу.

### Сценарій
Чернетки пілотного епізоду розглядалися до березня 2021 року. У квітні 2021 року оголосили, що Стайнберг разом із Ріорданом стануть співавторами сценарію та виконавчими продюсерами пілотної серії. Того ж дня оголосили, що Моніка Овусу-Брін, Дафна Олів, Стюарт Страндберг, Зої Нірі, Джо Трач і Ксав'єр Стайлз стали сценаристами. Кожен сезон серіалу адаптуватиме одну частину книжкової серії, тоб перший сезон буде адаптацією «Викрадача блискавок».
Написання другого сезону було розпочато в березні 2023 року, хоча Ріордан попередив, що він ще не отримав зеленого світла.

### Зйомки
Зйомки почалися 2 червня 2022 року у Ванкувері під робочою назвою Mink Golden і завершилися 2 лютого 2023 року. У серії використано світлодіодну сцену, яка працює на основі технології візуальних ефектів StageCraft від Industrial Light &amp; Magic.

### Музика
Для першого сезону музику писав Беар МакКрірі.
| Персі Джексон та Олімпійці | Персі Джексон та Олімпійці               | Персі Джексон та Олімпійці | Персі Джексон та Олімпійці |
| #                          | Назва                                    | Автор                      | Тривалість                 |
| -------------------------- | ---------------------------------------- | -------------------------- | -------------------------- |
| 1.                         | «Percy Jackson and the Olympians»        | Беар МакКрірі              | 5:11                       |
| 2.                         | «Perseus»                                | МакКрірі Sparks & Shadows  | 4:22                       |
| 3.                         | «The Minotaur»                           | МакКрірі Sparks & Shadows  | 4:53                       |
| 4.                         | «Camp Half-Blood»                        | МакКрірі Sparks & Shadows  | 6:44                       |
| 5.                         | «Aunty Em»                               | МакКрірі Sparks & Shadows  | 2:44                       |
| 6.                         | «The Mother of Monsters»                 | МакКрірі Sparks & Shadows  | 2:57                       |
| 7.                         | «Chimera»                                | МакКрірі Sparks & Shadows  | 2:52                       |
| 8.                         | «The Tunnel of Love»                     | МакКрірі Sparks & Shadows  | 3:02                       |
| 9.                         | «A Zebra in Vegas»                       | МакКрірі Sparks & Shadows  | 3:10                       |
| 10.                        | «Spirit of the Sea»                      | МакКрірі Sparks & Shadows  | 3:54                       |
| 11.                        | «The Fields of Asphodel»                 | МакКрірі Sparks & Shadows  | 2:21                       |
| 12.                        | «Lord of the Dead»                       | МакКрірі Sparks & Shadows  | 2:58                       |
| 13.                        | «Poseidon»                               | МакКрірі Sparks & Shadows  | 5:13                       |
| 14.                        | «Olympus»                                | МакКрірі Sparks & Shadows  | 3:52                       |
| 15.                        | «The Lightning Thief»                    | МакКрірі Sparks & Shadows  | 3:38                       |
| 16.                        | «The Sea Does Not Like to Be Restrained» | МакКрірі Sparks & Shadows  | 5:33                       |
| 1:03:24                    |                                          |                            |                            |

## Маркетинг
Тизер серіалу було опубліковано під час D23 Expo у вересні 2022 року. Ротем Русак з Nerdist підкреслив, що тизер містить перші рядки «Викрадача блискавок», а Кендалл Майерс з Collider зазначив темний тон тизера. Другий тизер-трейлер першого сезону випустили 19 вересня 2023 року. Трейлер показали 16 листопада, і його переглянули 84,3 мільйона разів за перші 10 днів у всіх соціальних мережах.

## Прем'єра
Прем'єра першого сезону на Disney+ із двома серіями відбулася 19 грудня 2023 року. Перший сезон складалася з восьми серій, які виходили щотижня до 30 січня 2024 року. Спочатку очікувалося, що сезон вийде на початку 2024 року.

## Прийом

### Авдиторія
У грудні 2023 року Disney оголосила, що 13,3 мільйона глядачів переглянули прем'єрну серію за перші шість днів на Disney+ та Hulu. У січні 2024 року Disney повідомили, що 26,2 мільйона глядачів переглянули прем'єрну серію через три тижні. З другої по п'яту серії зібрали принаймні 10 мільйонів глядачів через сім днів. За даними Whip Media TV Time, «Персі Джексон та Олімпійці» був оригінальним серіалом, який найбільше транслювався на всіх платформах у США протягом тижня, починаючи з 28 січня 2024 року.

### Критики
На Rotten Tomatoes рейтинг 93 % із 59 відгуків критиків, що є позитивними із середньою оцінкою 7,4/10. Консенсус вебсайту говорить: «Достовірна екранізація романів Ріка Ріордана „Персі Джексон та Олімпійці“ — це з любов'ю реалізована Одіссея через підлітковий вік і міф». Metacritic, який використовує середньозважену оцінку, присвоїв оцінку 73 зі 100 на основі 26 критиків, вказуючи на «загалом схвальні відгуки».

### Нагороди
| РІк  | Нагорода                         | Категорія                          | Номінант                                                       | Результат    | Примітки |
| ---- | -------------------------------- | ---------------------------------- | -------------------------------------------------------------- | ------------ | -------- |
| 2023 | Hollywood Music in Media Awards  | Головна музична тема               | Bear McCreary                                                  | Номінація    | [ 44 ]   |
| 2024 | Family Film and TV Awards        | Best Ensemble Series (Television)  | Актори серіалу                                                 | Номінація    | [ 45 ]   |
| 2024 | Премія Гільдії режисерів Америки | Видатна режисура — дитячі програми | Джеймс Бобін (за «Я випадково знищую свого викладача алгебри») | В очікуванні | [ 46 ]   |
| 2024 | NAACP Image Award                | Видатна гра молоді                 | Лія Джеффріс                                                   | В очікуванні | [ 47 ]   |